# ポール・マラッツィ
ポール・マラッツィ (1975年1月24日 - ) は イギリスのシンガーソングライターでありボーイバンドのa1元メンバーとして知られている。